# Ellipteroides friesei
Ellipteroides friesei är en tvåvingeart som först beskrevs av Mannheims 1967.  Ellipteroides friesei ingår i släktet Ellipteroides och familjen småharkrankar.
Artens utbredningsområde är Albanien. Inga underarter finns listade i Catalogue of Life.